# یواس‌اس لامسان (دی‌دی-۳۶۷)
یواس‌اس لامسان (دی‌دی-۳۶۷) (به انگلیسی: USS Lamson (DD-367)) یک کشتی بود که طول آن ۱۰۴٫۰۴ متر (۳۴۱٫۳ فوت) بود. این کشتی در سال ۱۹۳۶ ساخته شد.